# Die Verführerin Adele Spitzeder
Die Verführerin Adele Spitzeder ist ein deutsch-österreichischer Fernsehfilm aus dem Jahr 2012. Der Historienfilm basiert auf der wahren Geschichte von Adele Spitzeder und wurde am 11. Januar 2012 zum ersten Mal in der ARD ausgestrahlt. Dabei wurde er von 3,93 Mio. Zuschauern gesehen, was einem Marktanteil von 12,1 Prozent entsprach.

## Handlung
Als die Schauspielerin Adele Spitzeder 1865 nach München kommt, scheint ihre Lage ausweglos. Sie ist völlig mittellos und leiht sich immer mehr Geld zu immer höheren Zinsen, um zu überleben. Die Spirale in die absolute Armut wird immer schlimmer. Aber Adele gibt nicht auf. Stattdessen verspricht sie allen Menschen, die in ihrer neu gegründeten Dachauer Bank ihr Geld investieren, die höchsten Zinsen. Gegen anfängliche Widerstände kann sie sich durchsetzen und immer mehr Menschen investieren ihr Geld bei ihr. Der Erfolg der als „Bankfräulein“ verschrienen Adele ruft auch viele missgünstige Neider auf den Plan. Insbesondere durch ihre geltungssüchtigen, aber auch vielfältig inszenierten öffentlichen Auftritte schafft sie sich viele Kritiker. Aber sie schmeichelt sie weg und spendet einer Kirche einen neuen Turm, damit man sie in der Predigt lobt, verteilt Almosen an die Armen und kauft kurzerhand eine Zeitung, um ihre Kritiker verstummen und lobende Artikel erscheinen zu lassen.
Aber Adele ist auch immer noch Schauspielerin, die nach künstlerischer Bestätigung sucht. So sucht sie sich die Nähe des jungen Poeten Balthasar Engel. Aber seine Bewunderung lässt sich nicht kaufen. Er erkennt die Inszenierung in ihr. So zeigt sich Adele nach außen hin als gottesfürchtige und volksnahe Dame, wobei sie insgeheim ein unkontrollierter Genussmensch ist, der sich allen Gelüsten hingibt. Da sie dennoch unnahbar bleibt, macht sie sich nicht nur Freunde. Vielmehr scheint ihr Zinsbetrug aufzufliegen. Schließlich hat Adele Geld aller Leute eingesammelt, um damit die Zinsen der anderen Leute bezahlen zu können. Während sie von dem Geld anderer gelebt hat, bricht ihr Schneeballsystem zusammen. Gläubiger, Konkurrenten und die Polizei vereinen sich, um sie schließlich zu verhaften.

## Kritiken
„Darstellerisch attraktiver biografischer (Fernseh-)Film um eine charmante Geschäftsfrau und Lebedame, bei dem Parallelen zum Geschäftsgebaren heutiger Banken nicht zufällig sind.“

„Regisseur und Kameramann Xaver Schwarzenberger inszenierte die wahre Geschichte der Spekulantin und Betrügerin Adele Spitzeder (1832–1895) als unterhaltsames Boulevard-Stück. Nach dem Drehbuch von Ariela Bogenberger (‚In aller Stille‘, ‚Marias letzte Reise‘) in Szene gesetzt, entstand darüber hinaus ein Sittenbild der damaligen Zeit. Die gefeierte Theaterschauspielerin Birgit Minichmayr zeigt in der Titelrolle der Adele Spitzeder wieder einmal, dass sie neben Fritzi Haberlandt und Sandra Hüller zu den besten jungen deutschsprachigen Schauspielerinnen zu zählen ist.“

„Der Film […] malt ein durchaus spannendes Bild von der Spitzeder als emanzipierter, selbstbewusster Karrierefrau mit – nur am Rande erwähntem – skandalösem Liebesleben und Herz für die Schwachen der Gesellschaft. Dass sich betrogene Kunden ihretwegen das Leben nahmen, das ist nur in einer Szene in den Augen der Betrogenen zu sehen, die feststellen müssen, dass sie ihr Geld nicht wiedersehen werden.“

„Birgit Minichmayr […] spielt die Adele zupackend, zeternd, balzend, großartig; trotzdem ist Die Verführerin Adele Spitzeder ein mittelprächtiger, weil mittelunterhaltsamer Film geworden. Das ist sonderbar, denn so vieles erscheint wirklich konsequent und mutig gedacht. […] Da ist zunächst die ungewöhnliche Heldin. Bisher waren stur bis bockig die negativsten Eigenschaften, die das Format des öffentlich-rechtlich historisierenden Fernseh-Biopics seinen Dramen-Damen gestattete […] Bei Spitzeder ist es purer Egoismus. […] Für eine Fernsehproduktion ist solch eine ambivalente Heldin ein Risiko. Kein Zuschauer will sich mit so einem Biest identifizieren. Um das abzupudern, nimmt die Dramaturgie der Geschichte das Drama. Aus Spitzeder hätte man gut ein Lehrstück über Gier und Geld machen können […] Der Fernsehfilm aber ist ein Komödienstadl in gepflegtem Oxford-Bairisch. […] Über die elementare Wucht, die in dieser Geschichte steckt, wird krachledern hinweggepoltert. Es gibt keine Tiefe, keine Fallhöhe, kein bisschen Verzagen, und auch das Verführerische der Verführerin wirkt ein wenig holterdipolter.“